# Дифиллоботриоз
Дифиллоботрио́з, или диботриоцефалёз (лат. diphyllobothriasis) — гельминтоз из группы цестодозов, зооантропонозная инвазия, вызываемая Diphyllobothrium latum, реже D. dendriticum и D. klebanovskii (D. luxi). Протекает с диспептическими расстройствами и возможным развитием B12-дефицитной анемии.

## Этиология

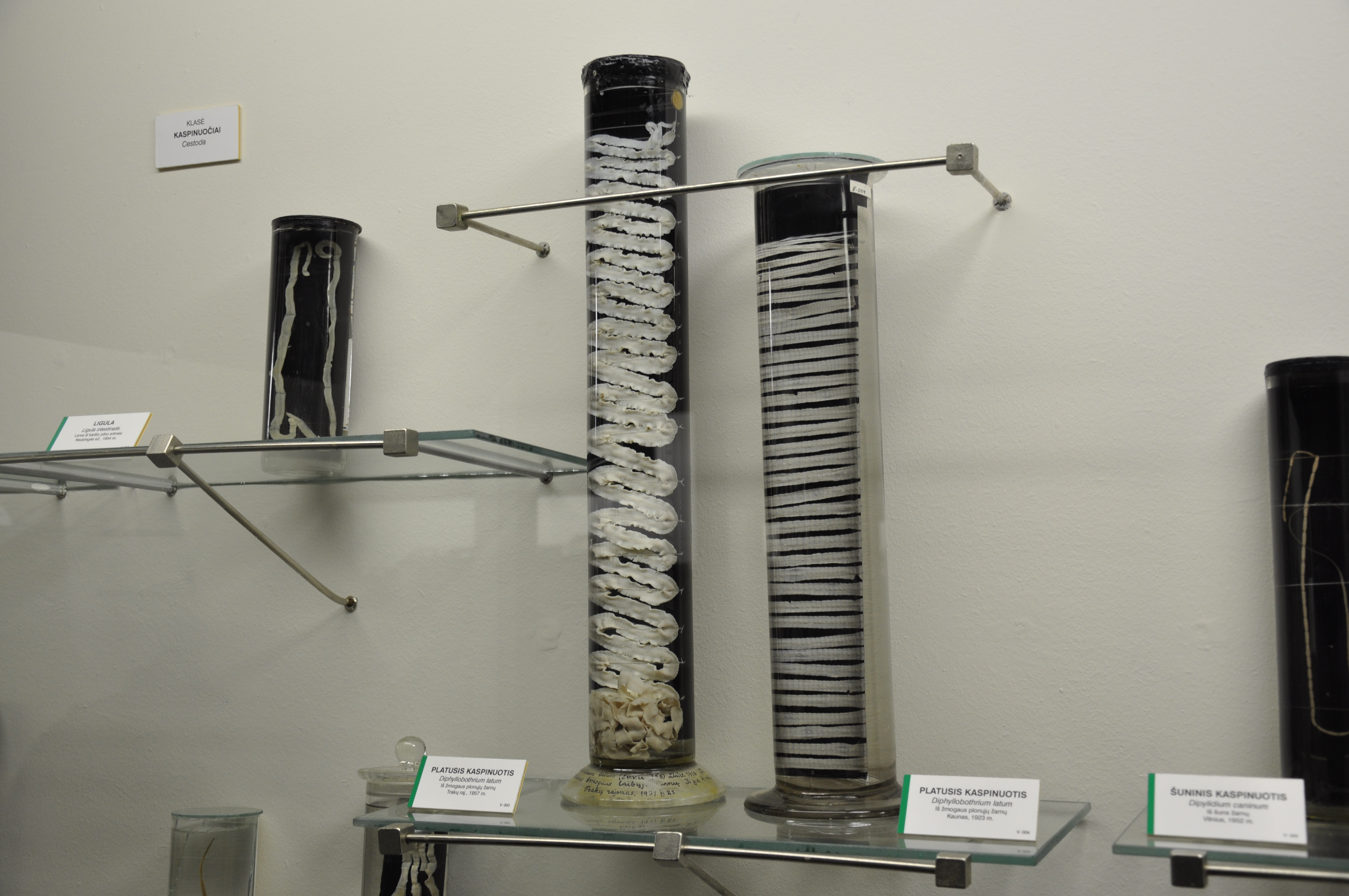
Препараты (законсервированные) широкого лентеца

В качестве возбудителя выступают половозрелые стадии ленточных червей из рода Diphyllobothrium: широкий лентец (Diphyllobothrium latum), Diphyllobothrium klebanovskii, Diphyllobothrium dendriticum.
Широкий лентец достигает 10—12 м в длину. Продолговатая сплющенная головка (сколекс) имеет 2 присасывательные щели (ботрии). Тело состоит из 300—4000 члеников (проглоттид). Продолжительность жизни червя в организме человека может достигать 25 лет.
При диффилоботриозе, вызываемом D. erinacei europaei, личинки-плероцеркоиды обитают в подкожной клетчатке и внутренних органах, вызывая заболевание спарганоз.

## Эпидемиология

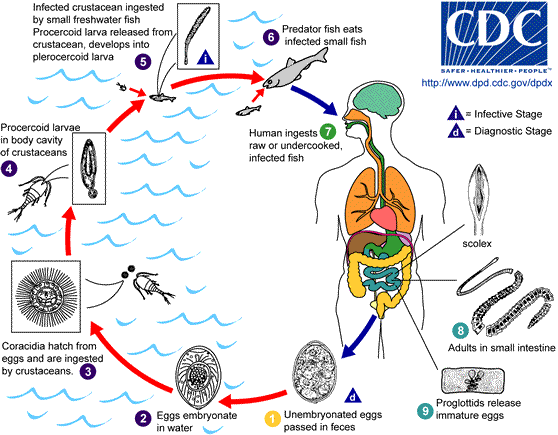
Жизненный цикл Diphyllobothrium latum. 1, 2 — выделение яйца и попадание его в воду; 3 — корацидий; 4 — процеркоид; 5 — плероцеркоид; 6 — заражение хищной рыбы; 7 — заражение человека; 8 — половозрелый червь; 9 — проглоттида

В стадии половой зрелости червь паразитирует в тонкой кишке. Яйца паразита выделяются с фекалиями в окружающую среду. В воде пресноводных водоёмов при температуре 10—20 °C из яйца выходит личинка (корацидий), проглатываемая рачками-циклопами. Корацидий развивается в личинку второй стадии — процеркоид. Дальнейшее развитие происходит в теле проглотившей рачка рыбы: личинки достигают инвазионной стадии (плероцеркоид). В организме человека или животного, съевшего заражённую рыбу, плероцеркоид развивается в половозрелую особь, и цикл вновь повторяется.
Заражение паразитом происходит преимущественно в местностях с большим количеством пресноводных водоёмов. Инвазия паразита в организм человека происходит при употреблении свежей, недостаточно просоленной икры и сырой рыбы. Основные вторые промежуточные (дополнительные) хозяева широкого лентеца - щука, налим, окунь, некоторые лососевые рыбы. Крупные хищные рыбы, поедающие мелких рыб, могут содержать множество плероцеркоидов. Окончательными хозяевами лентеца широкого являются человек, собаки, кошки, медведи, лисицы, свиньи. Промежуточные хозяева — пресноводные рачки (циклопы, диаптомусы), дополнительные — пресноводные рыбы.
На территории Российской Федерации очаги дифиллоботриоза (D. latum) зарегистрированы в Карелии, Мурманской и Ленинградской областях, в бассейнах рек: Енисей, Лена, Обь, Индигирка, Печора, Северная Двина, Волга и Кама. Отмечено формирование очагов на Горьковском, Куйбышевском, Волгоградском, Красноярском водохранилищах.
Очаги дифиллоботриоза чаечного (D. dendriticum) приурочены к северным регионам Сибири и району озера Байкал.
Нозоареал дифиллоботриоза, вызываемого D. klebanovskii, охватывает шельфовые зоны островных, полуостровных и материковых территорий дальневосточных морей, а также бассейны дальневосточных рек, впадающих в акваторию Тихого океана, за исключением северной части западного Приохотья в границах ареала североохотских популяций дальневосточных лососей.
Спарганоз распространен в Японии и Китае.

## Патогенез
В кишечнике человека обычно обитает один, реже несколько лентецов, но описаны случаи паразитирования 100 и более особей. Продолжительность жизни паразита исчисляется годами: 10, 20 и более лет. При этом периодически часть концевого отдела стробилы отторгается и в виде ленты выделяется с испражнениями при дефекации.
В основе патогенного действия широкого лентеца лежат следующие факторы: механическое воздействие гельминта, нервно-рефлекторные влияния, токсико-аллергические реакции, развитие авитаминоза B12 и фолиевой кислоты.
Роль механического фактора возрастает при интенсивной инвазии. Прикрепляясь к слизистой оболочке кишечника, лентец ущемляет её, что приводит к местному повреждению, микроизъязвлению, атрофии. При интенсивной инвазии скопление паразитов может вызвать непроходимость кишечника.
Одним из показателей сенсибилизации организма, являющейся следствием токсико-аллергического воздействия продуктов жизнедеятельности гельминта, его антигенов, служит эозинофилия крови, наиболее выраженная в ранней стадии болезни.
Нервно-рефлекторные влияния в результате раздражения нервных окончаний стенки кишечника способствуют нарушению функции желудка и других органов пищеварительного тракта.
К числу тяжелых проявлений инвазии относится развитие дифиллоботриозной мегалобластической анемии, в основе патогенеза которой лежит эндогенный авитаминоз B12 и фолиевой кислоты. Этиологическая роль дифиллоботриоза в развитии анемии была установлена в 1884 году С. П. Боткиным. Поступающий с пищей витамин B12 — внешний антианемический фактор — не усваивается, а абсорбируется стробилой паразита.

## Клиника
Клиническое течение дифиллоботриоза зависит от интенсивности инвазии и индивидуальных особенностей организма больного.
В ряде случаев инвазия протекает бессимптомно или субклинически. Иногда наличие инвазии устанавливается в связи с выделением при дефекации «ленты» гельминта, после чего выясняются и некоторые жалобы больного, например: боли в животе, тошнота, отрыжка и др.
При выраженных формах инвазии на передний план выступают патологические явления со стороны органов пищеварения, нервной и кроветворной систем. Такие больные жалуются на пониженный аппетит, тошноту и рвоту, боли в животе, неустойчивый стул, падение трудоспособности, слабость, сонливость, парестезии, неприятные ощущения в языке при приёме кислой, солёной пищи, лекарств. На коже иногда появляется крапивница, редко описаны эпилептиформные судороги.
У некоторых больных дифиллоботриозом, примерно у 2% инвазированных D. latum, развивается пернициозоподобная, B12-дефицитная анемия. При развитии анемии нарастает слабость, утомляемость, сонливость, больные жалуются на головокружение, сердцебиение, шум в ушах, потемнение в глазах при повороте головы. Обращает внимание бледность кожных покровов, одутловатость лица, иногда отеки на ногах.
Как и при анемии Аддисона-Бирмера, возможно развитие глоссита Гунтера, когда на языке возникают воспалительные изменения, появляются ярко-красные крайне болезненные пятна, трещины — «ошпаренный» язык. Позднее острые явления стихают, наступает атрофия сосочков, язык становится гладким блестящим — «лакированным». Живот часто вздут, стул нередко жидкий, печень, селезёнка иногда увеличены. У 80—90% больных — ахилия.
Поражения нервной системы проявляются в виде чувства онемения, жжения, щекотания и парестезии, нарушения чувствительности участков кожи, неустойчивости походки, как проявлений миэлоза.
Весьма характерные изменения возникают в системе крови. Основная их черта — мегалобластический, эмбриональный тип кроветворения, в результате чего в периферическую кровь поступают незрелые, молодые формы эритроцитов: мегалобласты, нормобласты, эритроциты с остатками ядер, кольцами Кебота, тельцами Жолли, полихроматофилы, пойкилоциты.
Характерна лейкопения, тромбоцитопения. Изменяется гемограмма: уменьшается количество эритроцитов, насыщенность их гемоглобином повышена, цветной показатель обычно высокий — гиперхромная анемия; СОЭ ускорена.
Степень выраженности анемии зависит от интенсивности инвазии, наличия у инвазированного сопутствующих болезней, качества питания.

## Методы исследования, лечения и профилактики
Методы исследования: обнаружение яиц гельминта в испражнениях, эозинофилия.
Лечение, как правило, амбулаторное, по показаниям больного госпитализируют, например, при анемии. Назначают патогенетические и специфические средства. При выраженной анемии патогенетическую терапию следует начинать до дегельминтизации. Назначают фолиевую кислоту, внутримышечно цианокобаламин (витамин B12). Специфическая терапия заключается в применении фенасала, празиквантела.
Прогноз благоприятный при условии своевременного распознавания болезни и проведения эффективной терапии.
При посоле рыбы из очагов заражения D. latum следует соблюдать следующую технологию:
| Посол   | Плотность тузлука | Продолжительность посола, гарантирующая обеззараживание |
| ------- | ----------------- | ------------------------------------------------------- |
| Крепкий | 1,20              | 14 суток                                                |
| Средний | 1,18              | 14 суток                                                |
| Слабый  | 1,16              | 16 суток                                                |

Посол должен проходить при температуре +2-4 °C. Обеззараживание сиговых, лососевых и хариусовых рыб от личинок лентеца чаечного обеспечивается смешанным слабым посолом (плотность тузлука 1,18—1,19) в течение 10 суток. При посоле охлаждённого омуля рекомендуется солить потрошённую рыбу, т.к. личинки дифиллоботриид, находящиеся на внутренних органах, удаляются вместе с ними